# پیز بیانکو
پیز بیانکو (به لاتین: Piz Bianco) یک کوه در سوئیس است که در کانتون گراوبوندن واقع شده‌است. پیز بیانکو ۳٬۹۹۵ متر بالاتر از سطح دریا واقع شده‌است.